# Iturup
Iturup (in russo Итуруп?; giapponese 択捉島, Etorofu-tō; la denominazione viene dalla Lingua ainu エトゥオロプ Etorop e significa “medusa”) è l'isola maggiore delle isole Curili. Oggi è sotto la sovranità della Russia, anche se questa è contestata dal Giappone, che sostiene che l'isola debba fare parte del proprio territorio (vedi Disputa delle isole Curili). Essa fu parte del territorio giapponese fino alla fine della seconda guerra mondiale, ma fu poi occupata dai sovietici che costrinsero la popolazione giapponese ad andarsene.

## Geografia
Iturup si trova fra Urup, a 37 km a nordest, e l'isola di Kunašir, 19 km a sudovest. La città di Kurilsk, centro amministrativo dell'omonimo distretto, si trova all'incirca a metà della sua riva occidentale. L'isola si estende su circa 3 174,71 km², con una lunghezza massima (direzione da sudovest a nordest) di circa 200 km ed una larghezza fra i 7 ed i 27 km.
Lo stretto fra le isole di Iturup ed Urup è noto con il nome di stretto di Vries, dal nome dell'esploratore olandese Maarten Gerritsz Vries che nel 1643 fu il primo europeo ad esplorare la zona. Tra Iturup e Kunašir scorre lo stretto di Ekaterina.
Iturup è un'isola costituita da una catena di una ventina di vulcani che ne costituiscono l'ossatura centrale come una spina dorsale. Nove di questi sono attivi: Kudrjavyj (Кудрявый, 986 m), Men'šij Brat (Меньший Брат, 562 m), Čirip (Чирип, 1589 m), Bogdan Chmel'nickij (Богдан Хмельницкий, 1585 m), Vulcano di Baranskij (Вулкан Баранского, 1134 m), Ivan Groznyj (Иван Грозный, "Ivan il Terribile", 1159 m), Stokap (Стокап, 1634 m), Atsonupuri (Атсонупури, 1205 m), Berutarube (Берутарубе, 1223 m). Il più alto è lo Stokap che fa parte della cresta Bogatyr' (хребет Богатырь), nella parte centrale dell'isola. Nella parte sud-occidentale c'è un vulcano sommerso, il L'vinaja Past'; le pareti della sua caldera emergenti formano la baia L'vinaja Past' (залив Львиная Пасть) al cui ingresso si trova l'isola Kamen'-Lev. Un'altra isoletta adiacente a Iturup è Odinokij (остров Одинокий) che si trova lungo la costa sud-orientale (44°36′22″N 147°16′01″E).
Le coste dell'isola sono alte e a strapiombo. Vi sono molti laghi, sorgenti calde e minerali. Si getta nelle acque dello stretto di Vries una delle cascate più alte della Russia, la cascata Il'ja Muromec (водопадов Илья Муромец), che cade per 141 m dal promontorio Medvežij (Медвежий полуостров), l'estremità nord-orientale di Iturup.

### Istmo di Vetrovoy
Lo sviluppo dell'arco delle Isole Curili è stato influenzato in modo significativo da estese eruzioni vulcaniche con formazione di caldere durante il tardo Neo-Pleistocene-Olocene, che hanno introdotto grandi quantità di materiale pomice-piroclastico e tephra nella zona di elaborazione delle onde. Sull'Isola di Iturup, la formazione di quattro grandi caldere di collasso durante il tardo Neo-Pleistocene-Olocene ha portato al rilascio di circa 450 km³ di materiale piroclastico prevalentemente dacitico.
La formazione dell'istmo subaereo di Vetrovoy è attribuita all'accumulo di questo materiale durante potenti eruzioni esplosive che formano caldere nello stretto poco profondo tra le isole vicine. L'attuale aspetto geomorfologico dell'istmo è una conseguenza della successiva elaborazione piroclastica ondulatoria ed eolica, che ha portato alla formazione di terrazze marine e lagunari.
Uno studio di Afanas'ev et al. si concentra sull'esame dell'esistenza dello stretto che separa le parti meridionali e settentrionali dell'Isola di Iturup nel medio-tardo Olocene, dal punto di vista della geomorfologia costiera. Si ritiene che il vulcanismo esplosivo del tardo Pleistocene sia stato più intenso e prolungato rispetto agli eventi del primo Olocene, portando alla formazione di depositi di pomice nel Golfo di Prostor dell'Isola Iturup. La datazione al radiocarbonio della torbiera sottostante la copertura pomice-piroclastica nell'Istmo di Vetrovoy suggerisce eventi intorno a 38.000-39.000 anni fa.
La stratigrafia, la genesi e la cronologia dei depositi dell'Olocene sull'Isola di Iturup sono poco studiate, basandosi principalmente sulle date C14 della Baia di Kasatka e della Baia di Olga[14]. Alla foce del fiume Kurilka sono state identificate tre fasi trasgressive di sedimentazione, paragonabili ai periodi Atlantico, Subboreale e Subatlantico, con un innalzamento massimo del livello del mare fino a 3,5 metri sopra il livello attuale nell'Atlantico.
Il lavoro sul campo condotto nel 2017-2018 sull'istmo di Vetrovoy ha rivelato dislocazioni vulcanico-tettoniche con uno strato di materiale di spiaggia, suggerendo il verificarsi di almeno due esplosioni piroclastiche nella metà del tardo Olocene. Le indagini georadar hanno integrato i risultati delle perforazioni manuali, fornendo approfondimenti sulle caratteristiche geologiche dell'istmo.
I depositi dell'Istmo di Vetrovoy comprendono dislocazioni vulcanico-tettoniche, piroclastici di pomice, depositi di cenere eolica e formazioni di terra-tephra. I parametri morfometrici della terrazza del basamento indicano un tasso di elevazione dell'area durante l'ultima fase di accumulo marino costiero che potrebbe raggiungere i 4 mm/anno, leggermente superiore ai 3,5 m/anno registrati negli ultimi 6000 mila anni.
In conclusione, gli studi suggeriscono che il vulcanismo esplosivo nel tardo Olocene medio ha influenzato in modo significativo il piano morfotettonico dell'area dell'Istmo di Vetrovoy, contribuendo forse all'ostruzione dello stretto. L'innalzamento della superficie della terrazza durante l'Olocene medio può essere collegato a questi eventi vulcanici. Si ritiene che il tasso di sollevamento dell'area durante l'ultima fase di accumulo marino costiero sia stato di circa 4 mm/anno. Tuttavia, attualmente non ci sono dati sull'età delle facies marine georadar identificate come risultato della ricerca sull'istmo di Vetrovoy.

### Flora
La vegetazione consiste prevalentemente in abeti rossi, larici, pini, abeti e una miscellanea di foreste di piante a foglia caduca con ontani, liane e sottobosco di bamboo delle Curili. Le montagne sono coperte da macchie di betulle e di pini siberiani nani, fiori e rocce nude.

## Storia

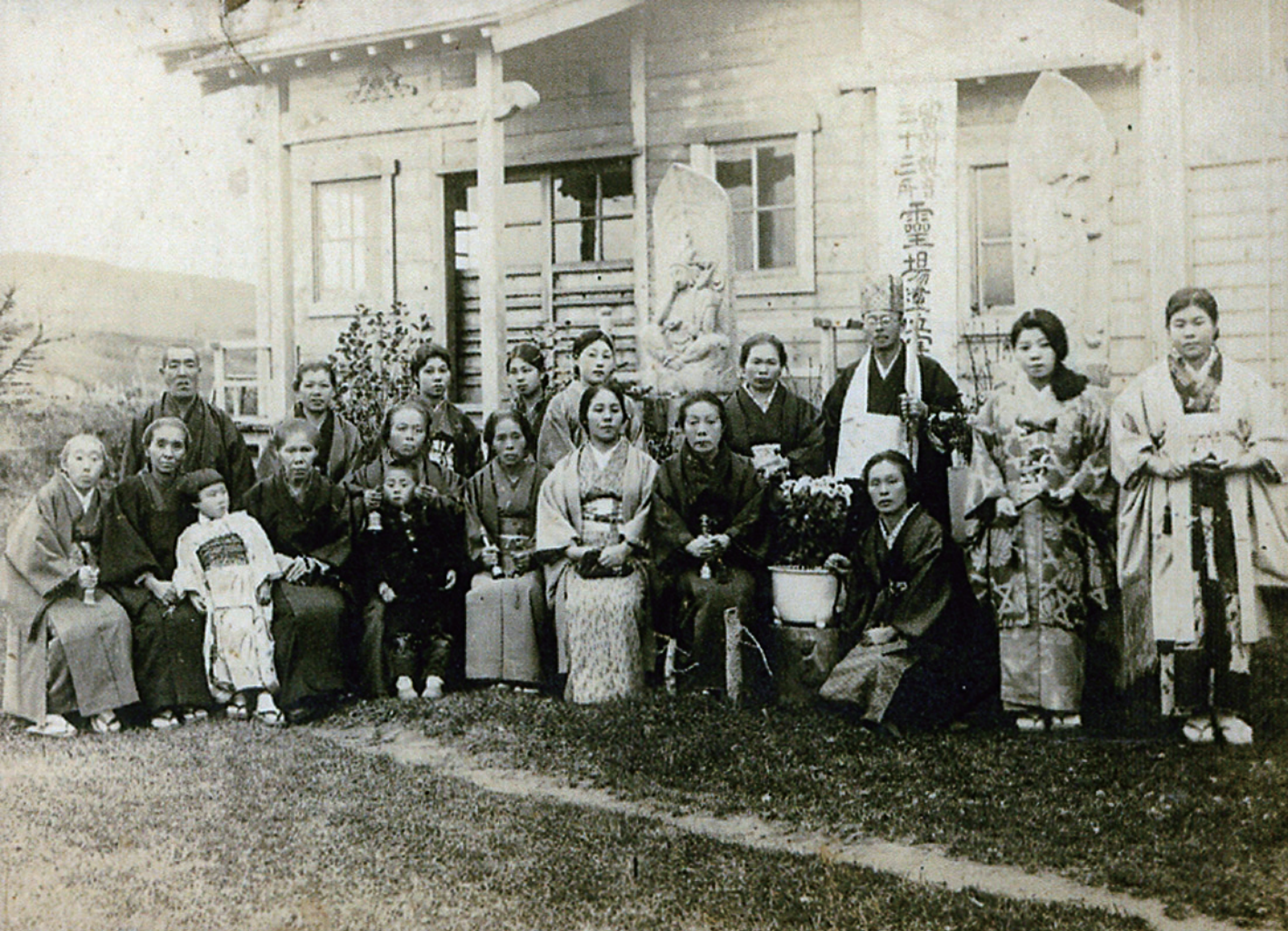
Un tempio buddista e giapponese sull'isola di Iturup (prima del 1939)

Inizialmente abitata dagli Ainu, i giapponesi Shichirobei e loro connazionali vi si stabilirono nel 1661. L'isola fu oggetto di un insediamento russo nel XVIII secolo ed ospitò una guarnigione giapponese nel 1800, nella zona dell'attuale Kurilsk. Nel 1855 Iturup fu ceduta al Giappone con il trattato di Shimoda.
Il 26 novembre 1941 una flotta giapponese di navi portaerei lasciò la baia di Hitokappu (giapponese: 単冠湾), e salpò per compire l'attacco aeronavale alla base americana di Pearl Harbor, che provocò l'ingresso degli Stati Uniti d'America nella seconda guerra mondiale.
Nel 1945, dopo la sconfitta giapponese nella seconda Guerra mondiale, l'isola fu occupata dall'Unione Sovietica che dispose l'espulsione in Giappone di tutti i suoi abitanti. Ripristinate le relazioni diplomatiche fra Unione Sovietica e Giappone nel 1956, non si giunse ad un vero e proprio trattato di pace a causa della controversia sulla sovranità su Iturup e su altre isole, reclamata dal Giappone.
La base aerea sovietica di Burevestnik fu installata fin dagli anni cinquanta e vi furono posti di stanza numerosi aviogetti da caccia MIG. Nel 1968 caccia sovietici della base costrinsero un aereo da trasporto statunitense, con a bordo 214 militari destinati al Vietnam, ad atterrare a Burevestnik. L'equipaggio e i militari trasportati dovettero rimanere un paio di giorni alla base prima di essere autorizzati a ripartire.
Un altro campo di volo si trova a Vetrovoe, nella parte orientale dell'isola, e fu usato principalmente dai giapponesi durante la seconda guerra mondiale.
Amministrativamente l'isola fa oggi parte del Kuril'skij rajon nell'Oblast di Sachalin dell'Estremo Oriente russo.